# Bharati Mukherjee
Œuvres principales
Jasmine
Compléments
Académie américaine des arts et des sciences
Bharati Mukherjee, née le 27 juillet 1940 à Calcutta, et morte le 28 janvier 2017, est une écrivain américaine.

## Biographie
D"origine  brahmane bengali, Bharati Mukherjee est née dans une famille aisée, en 1940, à Calcutta, en Inde alors placée sous domination britannique. Après l'indépendance en 1947, elle et ses parents voyagent durant trois ans en Europe puis reviennent en Inde au début des années 1950. Etudiante en lettres, elle obtient une licence à l'université de Calcutta en 1959, puis une maîtrise à l'université Maharaja Sayajirao de Baroda en 1961. Elle prolonge ensuite ses études supérieures aux États-Unis à l'université de l'Iowa. Elle y obtient un Master of Fine Arts en création littéraire en 1961 et un doctorat en 1969 en littérature comparée,. 
De 1966 à 1980, elle et son mari vivent au Canada, à Montréal et à Toronto. Elle se fait naturaliser canadienne et publie deux premiers ouvrages, La Fille du tigre en 1971 et Épouse en 1975. Puis ils reviennent aux Etats-Unis, et elle obtient la nationalité américaine en 1988. Toujours en 1988, elle obtient le National Book Critics Circle Award  pour The Middleman and Other Stories publié cette année-là.
Ces romans évoquent notamment, avec humour et ironie, l'immigration, le racisme, les chocs culturels et la situation de la femme dans la société indienne. Jasmine est le premier de ses romans traduit en français, en 1990. Il expose le regard de l'immigrée indienne faisant l'apprentissage de l'Amérique du Nord. Dans Le Conquérant du monde, traduit cinq ans plus tard, Bharati Mukherjee fait faire à ses lecteurs le trajet inverse, avec une jeune femme de Nouvelle-Angleterre, qui part vers l'Inde il y a trois cents ans, puis en revient. Les Déshérités, publié en français encore cinq ans plus tard, en 2000, correspond à la quête d'une jeune femme, née en Inde d'un couple de hippies qui l'ont abandonnée. Ce personnage est  adopté et élevé à Schenectady. Puis il se rend aux Etats-Unis à la recherche de sa mère biologique. 
En plus d'écrire, Bharati Mukherjee enseigne à l'Université McGill, au Skidmore College, au Queens College et à la City University of New York avant de rejoindre l'université Berkeley.
Elle meurt le 28 janvier 2017 à Manhattan à l'âge de 76 ans.

## Principales œuvres traduites en français
- Jasmine [« Jasmine »], trad. de Martine Bequié avec la collab. d’Anne-Marie Augustyniak, Aix-en-Provence, France, Éditions Alinéa, 1990, 228 p.  (ISBN 2-7401-0032-9)
- Le Conquérant du monde [« The Holder of the World »], trad. de Patrice Repusseau, Paris, Éditions Gallimard, coll. « Du monde entier », 1995, 353 p.  (ISBN 2-07-073570-2)
- Les Déshérités [« Leave It to Me »], trad. de Patrice Repusseau, Paris, Éditions Gallimard, coll. « Du monde entier », 2000, 291 p.  (ISBN 2-07-075249-6)

## Sur l’auteure
- (en) Vandana Singh, The Fictional World of Bharati Mukherjee, New Delhi, Prestige books, 2010, 250 p.  (ISBN 81-7851-055-3)